# Louis Guizot
Pour les articles homonymes, voir Guizot.
Louis Guizot (1740-1794) est un homme politique et magistrat français. Premier maire noir d'une commune française, il est guillotiné sous la Terreur.

## Biographie
Louis Guizot naît le 9 novembre 1740 près du Cap-Français, dans la colonie française de Saint-Domingue. Cousin germain d'André Guizot, le père de François Guizot, il est le fils métis de Paul Guizot, un colon huguenot établi sur l'île depuis 1726 et d'une esclave afro-antillaise de Saint-Domingue, Catherine Rideau. Lorsqu'elle accouche, Paul est rentré en France. Il reçoit le patronyme « Ferrier ». En 1742, alors qu'il a deux ans, Paul paye à Louis et Catherine un aller pour la France. Catherine, qui ne peut supporter le climat méditerranéen, est alors affranchie et retourne sur l'île.
C'est donc Paul qui élève Louis. Il apprend la confection des bas de soie à Lédignan, puis passe une licence en droit et devient viguier de François-Emmanuel de Crussol, duc d'Uzès, ce qui l'autorise à connaître des litiges mineurs. En 1760, dans un contexte de durcissement des dispositions du Code noir, il épouse Marie Boisson (fille d'un commerçant et ancien consul « très estimé »), dont il a quatre filles et deux fils. Après force « atermoiements légaux », il est reconnu par son père en 1763, en accord avec le frère et les sœurs de celui-ci, mais contre l'avis d'un autre frère qui l'accuse de folie. Autorisé à s'appeler « Guizot » par décision du parlement de Toulouse, il reçoit le baptême catholique en 1766.
Devenu un notable local, il prend une part active à la rédaction du cahier de doléances de Saint-Geniès-de-Malgoirès en vue des États généraux de 1789 ; sont notamment réclamées, dans ce texte qui sert de modèle aux villages voisins, la tolérance religieuse, la liberté de la presse, et une meilleure répartition de l'impôt. Il est aussi l'un des quatre délégués locaux à l'assemblée générale des trois ordres qui se tient à Nîmes en mars. Capitaine général de la garde républicaine locale au début de la Révolution, il a 56 hommes sous ses ordres. Au début de 1790, il devient président du comité directeur de la Fédération de la Gardonnenque, qui regroupe 50 compagnies et 12 000 hommes, et prend la parole lors de l'assemblée fondatrice pour recommander « loyauté » et « unité ». Il est élu maire de sa commune le 7 février 1790 par 167 voix sur les 176 émises (contre 2 au consul sortant), ce qui amène Henri Hugues à qualifier ce scrutin de « véritable plébiscite ». Il est également élu le 14 juin membre du Directoire du département du Gard et en 1793 il devient juge de paix pour le canton de Saint-Geniès.
Girondin et favorable au fédéralisme, il est menacé par la Terreur montagnarde. Selon une tradition orale, il fuit Jean Borie, le représentant du gouvernement, en se cachant dans un grenier ; en tout cas, il est arrêté mi-1794 et incarcéré à la citadelle de Nîmes. Au cours d'un procès de trois jours, il reçoit plusieurs soutiens d'amis et d'habitants de Saint-Geniès (rebaptisée « Montesquielle » pendant la Révolution), qui déposent à décharge. Condamné à mort, il est guillotiné place de la Révolution le 3 juillet 1794,.

## Postérité
Son fils Louis sera juge de paix du canton de Saint-Chaptes.
Son nom a été donné à l'école maternelle de Saint-Geniès-de-Malgoirès (Gard).
Il faudra attendre 1929 et l'élection de Raphaël Élizé à Sablé-sur-Sarthe pour qu'un autre homme de couleur occupe une magistrature municipale en France.

## Sources
- Camille Hugues, « Deux colons gardois du XVIIIe siècle : Louis et Paul Guizot », Les Cahiers du Gard rhodanien, no 18,‎ 1980, p. 115-123 (ISSN 0180-6645, BNF 34354096)..
- Roger Little, « Un maire noir sous la Révolution », Africultures, Éditions L'Harmattan, vol. 3, no 64,‎ 2005, p. 67-77 (ISSN 1276-2458 et 2271-1732, OCLC 38076049, DOI 10.3917/AFCUL.064.0067)..
- Henri Hugues, « De Louis Guizot à Barack Obama », Mémoires de l'Académie de Nîmes, Académie de Nîmes, vol. LXXXIII,‎ 2010, p. 19-28 (ISSN 0755-8864 et 2540-3591, BNF 34387869, lire en ligne)..